# Otfried Pleitz
Otfried Pleitz ist ein ehemaliger deutscher Basketballspieler.

## Leben
Pleitz nahm mit der Basketballnationalmannschaft der Deutschen Demokratischen Republik (DDR) unter anderem an den Ausscheidungsrunden für die Olympischen Spiele 1960 und 1964 sowie den Europameisterschaftsturnieren 1961, 1963 und 1965 teil. Bei der EM 1961 in Belgrad war er mit 11,1 Punkten je Begegnung drittbester Korbschütze der DDR-Auswahl. Insgesamt erhielt er während seiner Laufbahn 87 Berufungen in die Nationalmannschaft.
Auf Vereinsebene spielte Pleitz für den ASK Vorwärts Leipzig, mit dem er auch im Europapokal antrat. 1961 erhielt er die Auszeichnung „Meister des Sports“.